# Othar Chedlivili

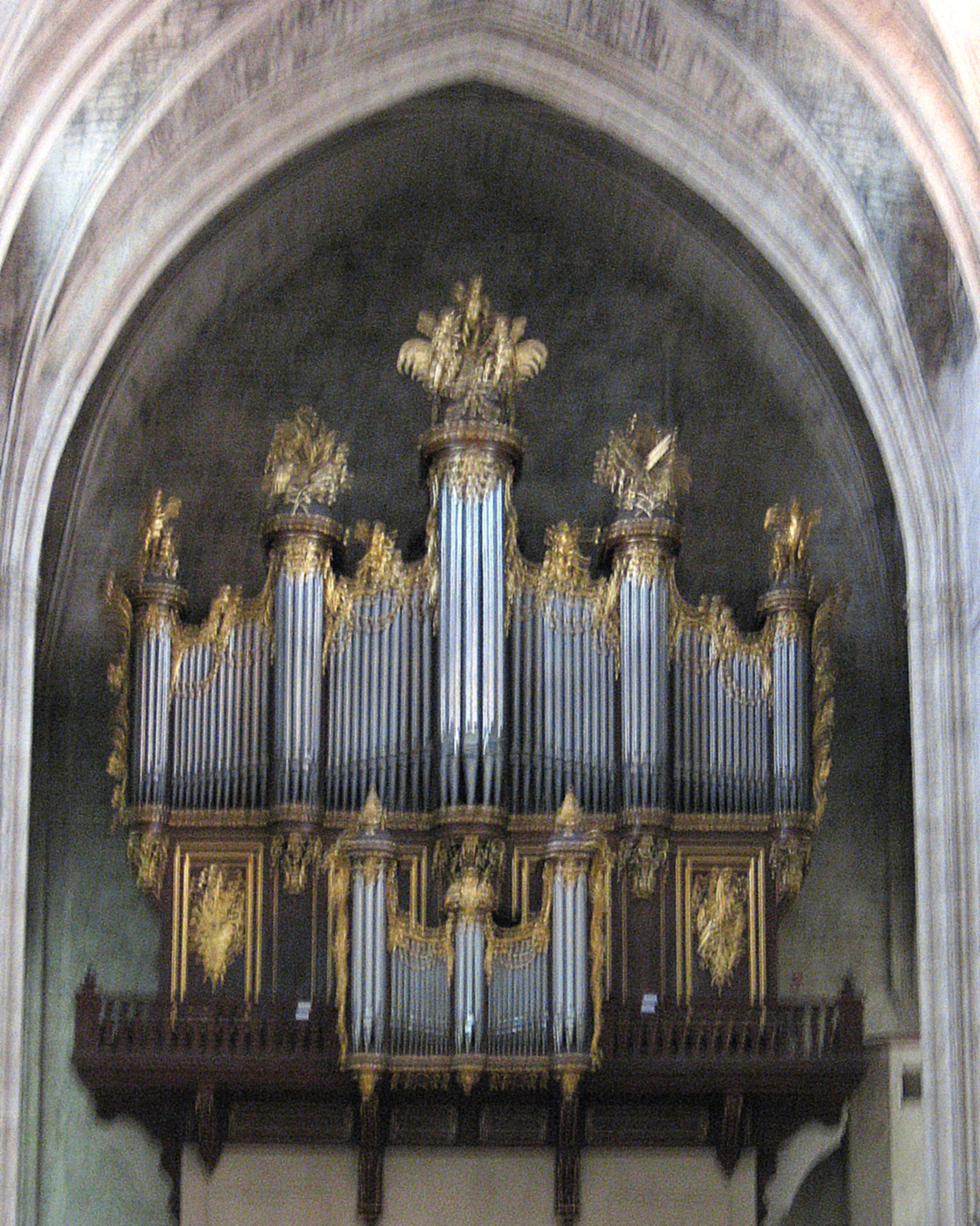
Orgel der Kathedrale von Montpellier

Othar Chedlivili (* 19. Oktober 1943 in Montpellier) ist ein französischer Organist. Er ist Professor in Montpellier und Titularorganist der Kathedrale von Montpellier.

## Leben
Chedlivili wurde 1943 in Montpellier geboren. Mit zwölf Jahren begann er eine Organistenausbildung. Nach dem Studium am Conservatoire National Supérieur de Musique de Montpellier mit ersten Preisen in Musiktheorie, Klavier und Kammermusik ernannte man ihn mit 18 Jahren 1966 zum Titularorganisten von Ste-Thérèse de Montpellier. Daneben studierte er weiter bei Joseph Roucairol und war als Cotitularorganist der Kathedrale in Montpellier tätig. Nach dem Tod Roucairols 1992 wurde er schließlich als Titulorganist an die Kathedrale berufen. Er unterrichtet an der Universität von Montpellier und gibt zahlreiche Konzerte in ganz Europa. Auf CD spielte er das Orgelwerk seines Lehrers Roucairol und Gabriel Piernés ein.

## Diskographie
- J. Roucairol : Pièces. 1991, CD.
- Connaître et comprendre l'orgue. 2009, DVD.